# یواس‌اس سفیر (پی‌وای‌سی-۲)
یواس‌اس سفیر (پی‌وای‌سی-۲) (به انگلیسی: USS Sapphire (PYc-2)) یک کشتی بود که طول آن ۱۶۵ فوت ۴ اینچ (۵۰٫۳۹ متر) بود. این کشتی در سال ۱۹۲۹ ساخته شد.